# Campocologno
Campocologno (lombardsky Cunculugn) je osada v jižní části údolí Val Poschiavo ve švýcarském kantonu Graubünden. Politicky patří do obce Brusio. 

## Geografie

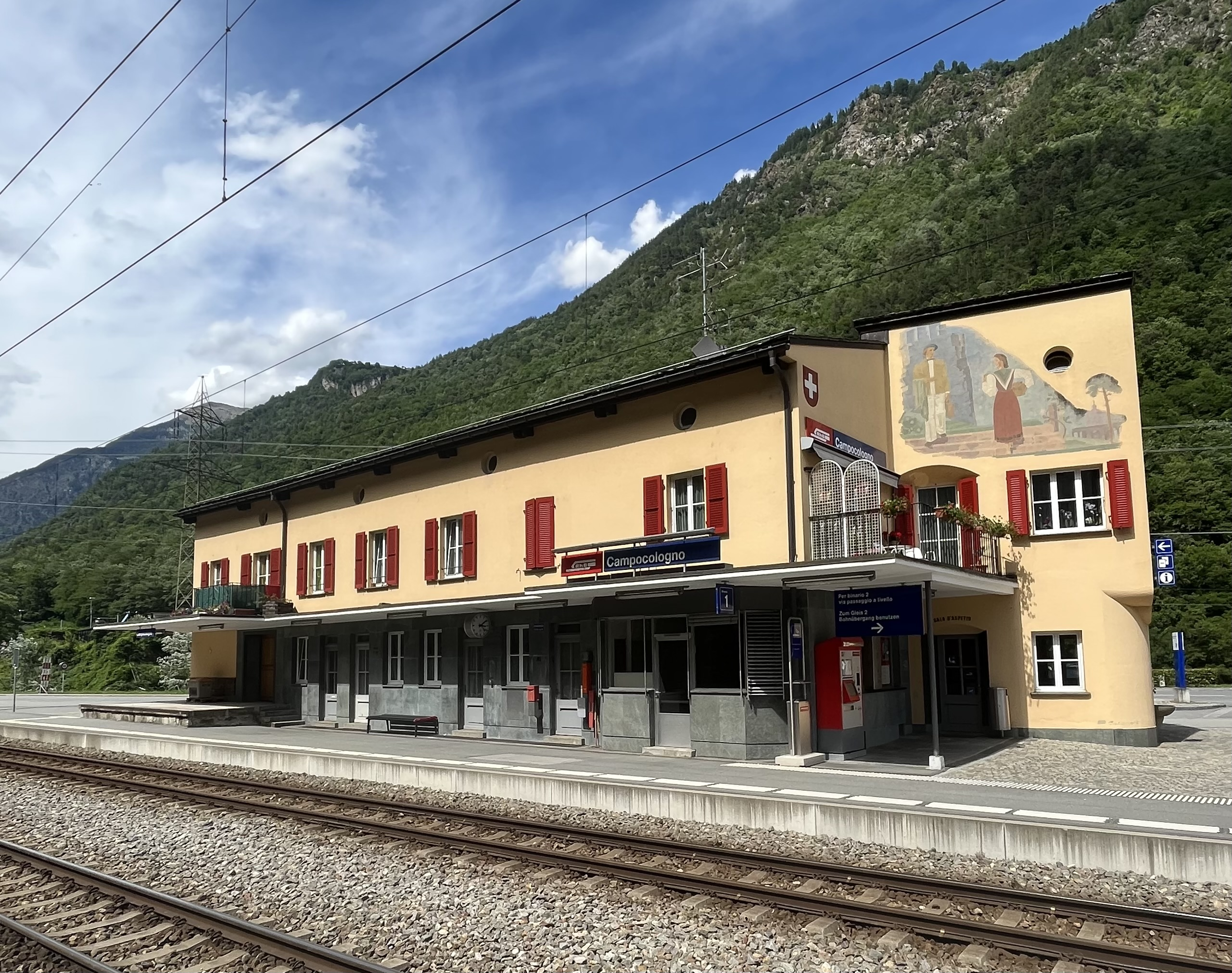
Budova železniční stanice

Campocologno se nachází mezi obcí Brusio a městem Tirano v Itálii, přímo na švýcarsko-italské hranici. S nadmořskou výškou 553 metrů je Campocologno nejníže položenou obcí v údolí Val Poschiavo.
Ve vesnici žije asi 100 obyvatel, je zde celnice, kostel (postavený v letech 1910–1914), elektrárna a železniční stanice na Berninské dráze. Převážná většina obyvatel hovoří italštinou, která je jedním z úředních jazyků kantonu Graubünden.

## Historie
Ve středověku patřila obec k obci Tirano. V roce 1487, poté co Lodovico Sforza musel postoupit údolí Val Poschiavo zpět dnešnímu Graubündenu, byla tato oblast silně opevněna a její ochrana rozšířena. Během dobytí Valtelliny graubündenskými vojsky v roce 1512 zde po celé léto zůstala francouzská posádka. V roce 1513 byla pevnost Švýcary srovnána se zemí a v letech 1620–1639 znovu postavena. V letech 1429–1521 byla hranice mezi Brusiem a Valtellinou, dříve se nacházející u věže Piattamala, posunuta na jih za Campocologno, čímž se Campocologno stalo součástí Brusia. V roce 1526 následovala úprava hranic mezi Poschiavem a Tiranem. Pevnost byla definitivně zbořena v roce 1639.

## Doprava
Campocologno leží na Berninské dráze. Trať provozuje Rhétská dráha. V obci se nachází stejnojmenná vlaková stanice, která je zároveň pohraniční stanicí mezi Švýcarskem a Itálií.
Silniční spojení je zajištěno kantonální hlavní silnicí č. 29 (Pontresina – Tirano).